# 斯托克斯数

從實驗中得到，球的阻力係數C_{d}和雷諾數之間的關係。實線表示是表面光滑的球，而虛線是表面粗糙的球。線上的數字表示不同的流型及其對流型的影響：
•2：附著流（斯托克斯流）以及穩定的分離流
•3：分離的不穩定流，有邊界層分離的上游有層流的邊界層，下游會產生卡门涡街
•4：分離的不穩定流，有邊界層分離的上游有層流的邊界層，下游會有渾沌的紊流船波
•5：後臨界分離流，有紊流邊界層

斯托克斯数（Stk）得名自乔治·斯托克斯，是流體力學的無量綱，描述悬浮在流場上物體的行為。斯托克斯数定義為物體（或液滴）特徵時間和流場特徵時間的比值，也就是
{\displaystyle \mathrm {Stk} ={\frac {t_{0}\,u_{0}}{l_{0}}}}
其中
{\displaystyle t_{0}}為物體的驰豫时间（因為阻力造成物體速度指數衰減的時間常數）
{\displaystyle u_{0}}是流場在遠離物體處的速度
{\displaystyle l_{0}}為物體的特徵尺寸（多半是直徑）
若一物體的斯托克斯数低，表示其可以順著流場的流線（完全移流），而斯托克斯数高時，表示受慣性的影響大，會順著原來軌跡繼續前進。
在斯托克斯流中，也就是雷諾數夠低的流體，其阻力係數和雷諾數成反比，物體的特性時間可以定義為
{\displaystyle t_{0}={\frac {\rho _{d}d_{d}^{2}}{18\mu _{g}}}}
其中
{\displaystyle \rho _{d}}為物體密度
{\displaystyle d_{d}}為物體直徑
{\displaystyle \mu _{g}}為氣體的黏度
在實驗流體力學中，粒子图像测速仪會將很小的粒子放在紊流中，再用光觀察流體運動的速度及方向（也稱為流體的速度場），斯托克斯数用來可以粒子图像测速仪中，流體示踪劑的保真性。若要有足夠的示踪準確性，粒子的反應時間需要比流場的最小時間刻度要快。斯托克斯数小表示示踪準確性較高，若{\displaystyle \mathrm {Stk} \gg 1}，在流場快速減速時，粒子會和流場分離。若{\displaystyle \mathrm {Stk} \ll 1}，粒子會跟著流場。若{\displaystyle \mathrm {Stk} \ll 0.1}，示踪準確性誤差會小於1%。

## 應用在粒子的非同流态取样
例如，Belyaev及Levin提出，在對齊，薄壁圓形噴嘴下的選擇性捕獲為為：
{\displaystyle c/c_{0}=1+(u_{0}/u-1)\left(1-{\frac {1}{1+\mathrm {Stk} (2+0.617u/u_{0})}}\right)}
其中
{\displaystyle c}為粒子濃度
{\displaystyle u}為速度
其中的下標0表示是噴嘴上方的資料，其特徵長度為噴嘴直徑，因此可以計算斯托克斯数
{\displaystyle \mathrm {Stk} ={\frac {u_{0}V_{s}}{dg}}}
其中
{\displaystyle V_{s}}為粒子穩態速度
{\displaystyle d}為取样管的內徑
{\displaystyle g}為重力加速度

## 延伸閱讀
- Fuchs, N. A. . New York: Dover Publications. 1989. ISBN 0-486-66055-9.
- Hinds, William C. . New York: Wiley. 1999. ISBN 0-471-19410-7.
- Snyder, WH; Lumley, JL. . Journal of Fluid Mechanics (Cambridge Univ Press). 1971, 48: 41–71. Bibcode:1971JFM....48...41S. doi:10.1017/S0022112071001460.
- Collins, LR; Keswani, A. . New Journal of Physics. 2004, 6 (119). Bibcode:2004NJPh....6..119C. doi:10.1088/1367-2630/6/1/119.